# Památník padlým slovenským vojákům v Lypovci
Památník padlým slovenským vojákům v Lypovci je památník slovenským vojákům padlým během druhé světové války na území centrální části Ukrajiny na poli u Lypovce na místě, kde se 22. července 1941 odehrály těžké boje mezi německou a sovětskou armádou. Památník má úřední název Společný hrob slovenských vojáků padlých během útoku (ukrajinsky Братська могила словацьких солдатів, загиблих під час наступу) a patří do seznamu historických památek místního významu ve Vinnycké oblasti. U místních obyvatel se však vžil název Slovenský monument (ukrajinsky Словацький монумент). Památník tvoří šestimetrový žulový obelisk se slovenským dvojkřížem, který se nachází na okraji města. Postavili ho slovenští kameníci v roce 1942 a jeho otevření se zúčastnil prezident slovenského státu Jozef Tiso.
Příslušníci motorizované Rychlé brigády bojovali na straně německé 17. armády a během bitvy o Lypovec se dostali pod křížovou palbu obou stran. Během ní zaznamenali nejvyšší ztráty v průběhu jediného dne během celé války.
Ve společném hrobě v letech 1941–1943 byli pohřbíváni padlí slovenští vojáci z celého území SSSR. Pohřbívání pokračovalo i po skončení války, kdy se v okolí Lypovce našly pozůstatky dalších slovenských vojáků. Poslední případ je z roku 2010, kdy bagr při stavbě vodovodu narazil na kosti pěti vojáků s náboji a granáty. Ačkoliv se nenašel žádný identifikační znak vojáků, jejich příslušnost ke slovenské armádě se určila podle (vojenské) obuvi. Podle místních obyvatel je v hrobech pohřbeno přibližně 600 slovenských vojáků.
Po válce nebyl památník udržovaný a dokonce se uvažovalo i o jeho demolici. Hřbitov se stal několikrát obětí útoků vandalů. Byly zaznamenány případy, kdy se na hrobech vyskytly seříznuté kříže.
V letech 1996, 2006 a 2011 se v Lypovci uskutečnily mezinárodní pamětní akce smíření, jejichž symbolem se stal obnovený slovenský památník. Někteří obyvatelé Lypovce dostali od slovenského velvyslanectví speciální vyznamenání za „patronát“ nad hřbitovem.